# Frome (jezioro)
Frome (ang. Lake Frome), współrzędne geograficzne: 30°37′S 139°52′E/-30,616667 139,866667 –
słone, bezodpływowe jezioro okresowe, położone we wschodniej części stanu Australia Południowa, na wschód od Gór Flindersa. 
Przez większą część roku pokryte jest warstwą soli. Wypełnia się wodą jedynie po ulewnych deszczach. Zajmuje wówczas powierzchnię 2,1 tys. km². Jego długość wynosi 90 km, a szerokość – 40 km. Jest czwartym pod względem powierzchni jeziorem Australii.
Jezioro zostało odkryte w 1840 przez Edwarda Johna Eyre'a.